# Achelia serratipalpis
Achelia serratipalpis är en havsspindelart som först beskrevs av Bouvier, E.L. 1911.  Achelia serratipalpis ingår i släktet Achelia och familjen Ammotheidae. Inga underarter finns listade i Catalogue of Life.